# Anomala aeruginosa
Anomala aeruginosa är en skalbaggsart som beskrevs av Jean Baptiste Boisduval 1835. Anomala aeruginosa ingår i släktet Anomala och familjen Rutelidae. Inga underarter finns listade i Catalogue of Life.